# رينوسا
رينوسا هي مدينة في المكسيك، تقع في ولاية تاماوليباس، هي عاصمة Reynosa Municipality ‏، بلغ عدد سكانها 589,466 نسمة وذلك حسب إحصائيات سنة 2010، رمزها البريدي هو 85500.

## المناخ
يظهر الجدول التالي التغييرات المناخية على مدار السنة لرينوسا:
| البيانات المناخية لـرينوسا              | البيانات المناخية لـرينوسا | البيانات المناخية لـرينوسا | البيانات المناخية لـرينوسا | البيانات المناخية لـرينوسا | البيانات المناخية لـرينوسا | البيانات المناخية لـرينوسا | البيانات المناخية لـرينوسا | البيانات المناخية لـرينوسا | البيانات المناخية لـرينوسا | البيانات المناخية لـرينوسا | البيانات المناخية لـرينوسا | البيانات المناخية لـرينوسا | البيانات المناخية لـرينوسا |
| الشهر                                   | يناير                      | فبراير                     | مارس                       | أبريل                      | مايو                       | يونيو                      | يوليو                      | أغسطس                      | سبتمبر                     | أكتوبر                     | نوفمبر                     | ديسمبر                     | المعدل السنوي              |
| --------------------------------------- | -------------------------- | -------------------------- | -------------------------- | -------------------------- | -------------------------- | -------------------------- | -------------------------- | -------------------------- | -------------------------- | -------------------------- | -------------------------- | -------------------------- | -------------------------- |
| الدرجة القصوى °م (°ف)                   | 35.0 (95.0)                | 38.0 (100.4)               | 44.0 (111.2)               | 42.0 (107.6)               | 43.0 (109.4)               | 42.0 (107.6)               | 43.0 (109.4)               | 42.0 (107.6)               | 40.0 (104.0)               | 39.0 (102.2)               | 38.0 (100.4)               | 36.0 (96.8)                | 44.0 (111.2)               |
| متوسط درجة الحرارة الكبرى °م (°ف)       | 21.9 (71.4)                | 24.5 (76.1)                | 29.1 (84.4)                | 31.8 (89.2)                | 34.3 (93.7)                | 36.7 (98.1)                | 36.9 (98.4)                | 36.6 (97.9)                | 35.0 (95.0)                | 31.0 (87.8)                | 26.7 (80.1)                | 23.0 (73.4)                | 30.6 (87.1)                |
| المتوسط اليومي °م (°ف)                  | 16.2 (61.2)                | 18.4 (65.1)                | 21.9 (71.4)                | 24.8 (76.6)                | 27.6 (81.7)                | 29.5 (85.1)                | 29.9 (85.8)                | 29.8 (85.6)                | 28.1 (82.6)                | 24.6 (76.3)                | 20.6 (69.1)                | 17.3 (63.1)                | 24.1 (75.4)                |
| متوسط درجة الحرارة الصغرى °م (°ف)       | 10.6 (51.1)                | 12.3 (54.1)                | 14.8 (58.6)                | 17.7 (63.9)                | 21.0 (69.8)                | 22.2 (72.0)                | 22.8 (73.0)                | 23.0 (73.4)                | 21.2 (70.2)                | 18.3 (64.9)                | 14.5 (58.1)                | 11.6 (52.9)                | 17.5 (63.5)                |
| أدنى درجة حرارة °م (°ف)                 | −2.0 (28.4)                | −4.0 (24.8)                | 2.0 (35.6)                 | 7.5 (45.5)                 | 10.0 (50.0)                | 12.0 (53.6)                | 17.0 (62.6)                | 14.0 (57.2)                | 13.0 (55.4)                | 8.0 (46.4)                 | 0.0 (32.0)                 | −7.0 (19.4)                | −7.0 (19.4)                |
| الهطول مم (إنش)                         | 14.6 (0.57)                | 12.6 (0.50)                | 7.3 (0.29)                 | 24.8 (0.98)                | 73.0 (2.87)                | 99.7 (3.93)                | 24.3 (0.96)                | 67.4 (2.65)                | 72.6 (2.86)                | 27.4 (1.08)                | 11.9 (0.47)                | 16.9 (0.67)                | 452.5 (17.81)              |
| المصدر: Servicio Meteorologico Nacional |                            |                            |                            |                            |                            |                            |                            |                            |                            |                            |                            |                            |                            |

## مدن توأم
المدن التوأم:
- توريون.

## أعلام
- خوسيه روبنسون
- خوسيه تشارلز
- أبيل غيرا
- أرتور غونزاليس
- خايمي غارسيا
- هيكتور ديفيد ديلغادو سانتياغو